# Intercooler

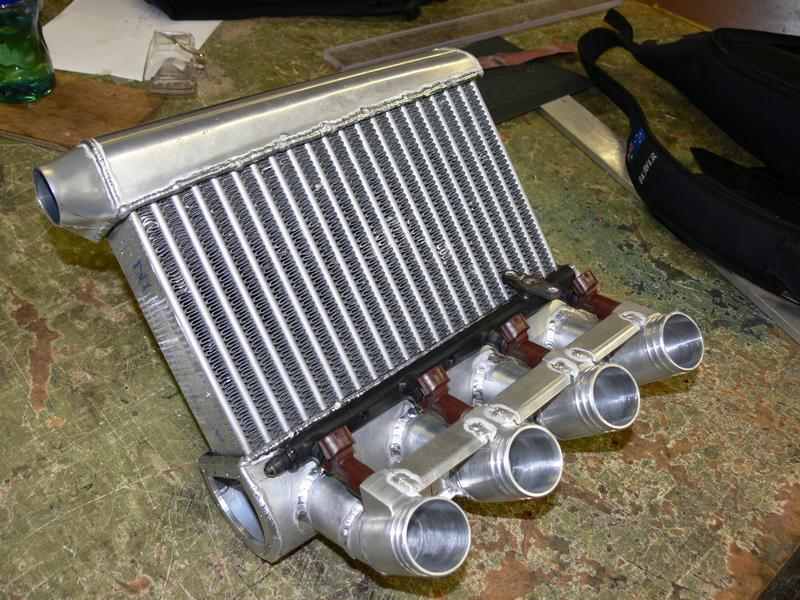
Intercooler d'un motor de gasolina, a sota la rampa amb els 4 injectors.

L'intercooler és un intercanviador (radiador) aire-aire o aire-aigua que s'encarrega de refredar l'aire comprimit pel turbocompressor o sobrealimentador d'un motor de combustió interna.
Normalment els gasos en comprimir-se adiabàticament (sense cedir calor a l'entorn) s'escalfen, però en el cas del turbo els gasos surten a una temperatura d'uns 90-120 °C. Aquest escalfament és no desitjat, ja que els gasos en escalfar-se perden densitat, amb la qual cosa la massa d'oxigen per unitat de volum disminueix. Això prova que l'eficiència volumètrica del motor dismunueixi i, en conseqüència, ho faci la potència del motor, ja que hi ha menys oxigen per a la combustió.
L'intercooler rebaixa la temperatura de l'aire d'admissió a uns 60 °C i, per tant, el guany de potència gràcies a ell se situa al voltant del 10-15% respecte a un motor tan sols sobrealimentat (sense intercooler).
El més habitual és que els intercooler siguin d'aire-aire, tot i que en alguns casos es té la possibilitat d'afegir un petit raig d'aigua que humiteja l'exterior de l'intercooler per tal que en evaporar-se es refredi i augmenti la potència durant una estona.